# Not Waving But Drowning
Pour plus de détails, voir Fiche technique et Distribution.
Not Waving But Drowning est un film américain réalisé par Devyn Waitt sorti en 2012. Il met en scène Vanessa Ray et Megan Guinan.

## Synopsis
Deux meilleures amies se retrouvent séparées lorsque l'une d'entre elles (Vanessa Ray) déménage de leur petite ville vers New-York. Cet éloignement est l'occasion de vivre de nouvelles expériences et rencontres.

## Distribution
- Vanessa Ray : Adele
- Megan Guinan : Sara
- Lynn Cohen : Sylvia
- Scott Bryce : Damon
- Adam Driver : Adam
- Isabelle McNally : Kim
- Lili Reinhart : Amy
- Ryan Munzert : Big Guy
- Keith Pratt : Keith
- Elizabeth Fendrick : Maggie
- Ross Francis
- Trinity Rose Smith : Lila